# VSB Ostrava
Il VSB Ostrava è una squadra ceca di calcio a 5 fondata a Ostrava.
Si tratta di uno dei tre club di prima divisione con sede a Ostrava. Nella stagione 2008/2009, ha giocato la Futsal Liga, prima divisione del campionato ceco di calcio a 5, retrocedendo al termine del campionato.